# Адеодат I
Адеода́т I (лат. Adeodatus I; ? — 8 листопада 618) — 68-й папа Римський (615—618). Народився в Римі, Візантійська імперія. Син піддиякона Степана. Попередник папи Боніфація IV. До обрання понтифіком служив 40 років звичайним священиком. Обраний за підтримки секулярного духовенства, противників політики Григорія I і Боніфація IV, які просували на адміністративні посади лише ченців. Перший папа від часів Івана II (533—535), що не був монахом. За життя прославився побожністю і благодійністю. Надихав і підтримував кліриків, які були ув'язненні з політичних мотивів. Призначив 14 священиків-кліриків на високі посади замість представників чорного духовенства. Особисто допомагав нужденним після землетрусу (618) та епідемії прокази в Римі (615). За легендою, вміщеній у «Римському мартиролозі», зцілив одного прокаженого поцілунком. Вважається першим папою, який прикладав свинцеву печатку (лат. bullae) на документи понтифіка; відтоді такі документи стали називатись буллами. Збереглась одна автентична булла папи; вона має печатку, на лицьовій стороні якої Добрий Пастир посеред вівців, напис Альфа і Омега, та підпис «папа Деусдедіт» (лат. Deusdedit Papæ). Помер у Римі, ймовірно від чуми. Похований у Базиліці святого Петра. Через рік його наступником став папа Боніфацій V. Вшановується як святий у католицькій та православній церквах. День пам'яті — 8 листопада. Вважається патроном хворих і бідних. Також — Деусде́діт І (лат. Deusdedit І).